# Жид, Катрин
Катрин Жид (фр. Catherine Gide, 18 апреля 1923, Annecy — 20 апреля 2013, Ольтен, Золотурн, Швейцария) — французская писательница и редактор. Дочь Андре Жида и Элизабет ван Рейссельберге, дочери Тео ван Рейссельберге.

## Биография
Катрин Жид родилась в Анси, Франция, 18 апреля 1923 года. Она была родной дочерью и единственным ребёнком Андре Жида, лауреата Нобелевской премии по литературе, и Элизабет ван Рейссельберге (дочери художника Тео ван Рейссельберге и его жены Марии ). Была признана отцом после смерти Мадлен, жены Андре Жида, и удочерена 26 июля 1938 года. Впервые она вышла замуж за германиста и академика Жана Ламбера (1914—1999); их сын Николя, 1947 года рождения, погиб молодым в дорожно-транспортном происшествии в 1986 году. У них было ещё трое детей: Изабель (1945 года рождения), Доминик (1948 года рождения) и Софи.
Позже Жид вышла замуж за Пьера Девинье. После его смерти она вышла замуж за академика Петера Шнайдера, специалиста по Андре Жиду и его окружению.
В 2009 году Катрин издала сборник интервью Entretiens 2002—2003. В этой публикации Катрин Жид впервые поделилась личными воспоминаниями о своём детстве, а публике была представлена информация о роли А. Жида как отца, которая до выхода этого произведения практически не была документирована во вторичной литературе. Жид также редактировала, среди прочего, Lettres à la Petite Dame: un petit à la campagne, juin 1924-décembre 1926, опубликованные Éditions Gallimard в 2000 году.
Катрин Жид долгое время жила в Кабри (Приморские Альпы) в своём загородном доме.
Фонд Катрин Жид был создан в 2007 году по её инициативе. Штаб-квартира фонда находится в Швейцарии. Его цель — «сохранить память об Андре Жиде и о его времени», содействуя «литературному и культурному наследию автора». В 2019 году фонд организовал выставку в Париже по случаю 150-летия со дня рождения Андре Жида совместно с парижской галереей Gallimard, Fondation des Treilles и Musée Georges-Borias d’Uzès.
Катрин Жид умерла 20 апреля 2013 года в Ольтене (немецкоязычная часть Швейцарии) в возрасте 90 лет.